# Jay Hieron
James Thomas Hieronymus, mer känd som Jay Hieron, född 29 juli 1976 i New York, är en amerikansk före detta  professionell MMA-utövare.

## Karriär

### IFL
Hieron blev den siste mästaren i weltervikt i den numer nedlagda International Fight League.

### Bellator
Hieron tävlade sedan i Bellator där han bland annat utmanade Ben Askren för welterviktsbältet i en match han förlorade via delat domslut. 

### UFC
Hieron avslutade sedan sin karriär i UFC med två raka förluster. Den första mot Jake Ellenberger och den sista mot Tyron Woodley.